# Gouesnach
Gouesnach é uma comuna francesa na região administrativa da Bretanha, no departamento Finisterra. Estende-se por uma área de 17,01 km². Em 2010 a comuna tinha 2 857 habitantes (densidade: 168 hab./km²).